# 奥伯奥芬-莱维桑堡
奥伯奥芬-莱维桑堡（法語：Oberhoffen-lès-Wissembourg，发音：[obəʁ.ofən.lɛ.visɑ̃buʁ]），或意译作维桑堡附近奥伯奥芬，是法国下莱茵省的一个市镇，属于阿格诺-维桑堡区和维桑堡县（Wissembourg）。该市镇总面积3.03平方公里，2009年时的人口为316人。

## 人口
奥伯奥芬-莱维桑堡人口变化图示